# Gai Sulpici Galba (qüestor 120 aC)
Gai Sulpici Galba (llatí: Gaius Sulpicius S. f. Galba) va ser un magistrat romà. Era fill del cònsol Servi Sulpici Galba i sogre de Publi Licini Cras Dives Mucià. Formava part de la gens Sulpícia, i era de la família dels Galba, d'origen patrici.
Va ser qüestor l'any 120 aC. Durant les converses amb Jugurta va ser acusat d'haver estat subornat pel rei númida i va ser condemnat el 110 aC per la Lex Mamilia de senatoribus. Ciceró va llegir la seva defensa quan encara era un noi. Quan es va celebrar el judici era pontífex i va ser el primer membre del col·legi de pontífexs a ser condemnat per un judicium publicum.